# Вінницьке (селище)
Ві́нницьке — селище Шахтарської міської громади Горлівського району Донецької області, Україна. Населення становить 52 осіб. Відстань до райцентру становить близько 6 км і проходить переважно автошляхом місцевого значення.

## Населення
За даними перепису 2001 року населення селища становило 52 особи, з них 34,62 % зазначили рідною мову українську та 63,46 %— російську.